# Í
Az í a magyar ábécé tizenhatodik betűje, amely megtalálható a csehben, a szlovákban, és sok egyéb nyelvben.

## Karakterkódolás
| Karakterkészlet | Kisbetű (í) | Nagybetű (Í) |
| --------------- | ----------- | ------------ |
| EBCDIC          | 237         | 205          |
| Bináris EBCDIC  | 11101101    | 11001101     |
| Unicode         | U+00ED      | U+00CD       |
| HTML/XML        | &iacute;    | &Iacute;     |

## Kiejtése különböző nyelveken
magyar, cseh, szlovák, ír – [iː]
portugál, spanyol, katalán – [i]
feröeri – [ʊi] vagy [ʊiː]
afrikaans – [i] vagy [ə]
izlandi – [i] vagy [ɪː]
aráni – [i] (hangsúlyos szótagban)
(Bár a J. R. R. Tolkien által kitalált quenya és sindarin nyelv „eredeti” írása nem latin betűs volt, ez mégis sokkal jobban elterjedt. Ezen nyelvekben í kiejtése: [iː].)

## Jelentése
A feröeri nyelvben az ’í’ egy elöljárószó, jelentése: ’-ba, -be, -ban, -ben’

### Angolul
- EBCDIC-kódok
- Kis- és nagybetűs Unicode-kódok
- Cseh kiejtés
- Szlovák kiejtés
- Feröeri kiejtés
- Aráni kiejtés
- Ír kiejtés
- Izlandi kiejtés
- A tünde nyelvek kiejtése Archiválva 2008. december 19-i dátummal a Wayback Machine-ben
- Portugál kiejtés

### Spanyolul
- Spanyol kiejtés

### Katalánul
- Katalán kiejtés

### Magyarul
- Wikiszótár